# Uređeni par
U matematici, uređeni par (a, b) par je objekata određen vrstom objekata te njihovim poretkom:
{\displaystyle (a,b)=(b,a)\iff a=b}.
Razlika između uređenog para i dvočlanog skupa (neuređenog para) jest da u dvočlanom skupu poredak elemenata nije definiran. Za dvočlani skup {a, b} vrijedi {a, b} = {b, a}.

## Uređenen{\displaystyle n}-torke
Uređeni par zove se i n-torka s dva člana ili niz duljine 2. Članovi uređenog para mogu biti uređeni parovi te time omogućuju rekurzivnu definiciju uređenih n-torki. Na primjer, uređena trojka (a, b, c) može se definirati kao (a, (b, c)) tj. kao uređeni par unutar uređenog para.

## Skupovna definicija
Uređeni par {\displaystyle (x,y)} može se definirati kao {\displaystyle \{\{x\},\{x,y\}\}}. Analogno tome, uređena se trojka {\displaystyle (x,y,z)} može definirati kao {\displaystyle \{\{x\},\{\{x\},\{\{y\},\{y,z\}\}\}\}} jer je uređena trojka {\displaystyle (x,y,z)} zapravo uređeni par {\displaystyle (x,(y,z))}. Slično bi se definirale uređene četvorke, petorke, itd. Ovime se relacija jednakosti {\displaystyle (a,b)=(c,d)} ne definira jer se može dokazati aksiomima teorije skupova, što je jedna od prednosti ovakvog pristupa.
Ovu definiciju uređenoga para dao je ruski matematičar Andrej Kolmogorov.

## Drugo
Binarne relacije definirane su kao uređeni parovi.
Na primjer, kod brojčanih uređenih parova, smisao nije samo vrijednost brojeva u paru nego i njihov poredak. Primjer uređenih parova su koordinate u koordinatnom sustavu, gdje prvo mjesto u paru odnosi se na os apscisu a drugo na os ordinatu pa primjerice uređeni par (17,39) nije nikako isto što i (39,17). Drugi primjer uređenih parova su pravi razlomci, gdje je prvi u paru brojnik, a drugi nazivnik te 17/39 nikako nije isto što i 39/17.
Karakteristično svojstvo uređenog para:
{\displaystyle (a_{1},b_{1})=(a_{2},b_{2})\iff a_{1}=a_{2}\And b_{1}=b_{2}}